# Dub nad Moravou
Dub nad Moravou é uma comuna checa localizada na região de Olomouc, distrito de Olomouc.